# Bazarella jungi
Bazarella jungi és una espècie d'insecte dípter pertanyent a la família dels psicòdids que es troba al Líban.